# ナツノヒカリ
「ナツノヒカリ」は、GRAPEVINEの12枚目のシングルである。2002年6月19日にポニーキャニオンより発売された。

## 解説
- アルバム『Circulator』から約10か月振りのリリース。
- オリコンシングルチャートで、バンドのシングルとしては最高位となる16位にランクインした。
- 本作の収録後にベースの西原誠が復帰した。
- PVは主に福生市内で撮影されている。

## 収録曲
1. ナツノヒカリ（作詞：田中和将／作曲：亀井亨）
TBS系列『王様のブランチ』2002年6・7月度エンディングテーマ。
PVには西原が出演しているが、ベースを担当したのはプロデューサーの根岸孝旨である。
2. R＆Rニアラズ（作詞：田中和将／作曲：亀井亨）